# Vokzalna (métro de Kiev)
Pour les articles homonymes, voir Vokzalna.
Vokzalna (ukrainien : Вокзальна) est une station de la ligne Svyatochins'ko-Brovars'ka (M1) du métro de Kiev. Elle est située dans le raïon de Chevtchenko de la ville de Kiev en Ukraine.
Mise en service en 1960, elle est desservie par les rames de la ligne M1. Elle est en correspondance avec la gare de Kiev-Passajyrsky. Le service est arrêté ou perturbé depuis l'invasion de l'Ukraine par la Russie en 2022.

## Situation sur le réseau
Établie en souterrain, la station Vokzalna, est une station de passage de la Ligne Svyatochins'ko-Brovars'ka (M1) du métro de Kiev. Elle est située entre la station Politekhnitchny Institut, en direction du terminus ouest Akademmistetchko, et la station Universytet, en direction du terminus est, Lisova.
Elle dispose d'un quai central encadré par les deux voies de la ligne.

## Histoire
La station Vokzalna est mise en service le 6 novembre 1960. La station est due aux architectes AT. Ezhov, E. Catonin, V. Skugarev, I. Shemsedinov et le sculpteur ET. Mizin, elle est au classée sous le  numéro : 80-389-0003.

## Services aux voyageurs

### Desserte
Vokzalna est desservie par les rames de la ligne M1.

Installations
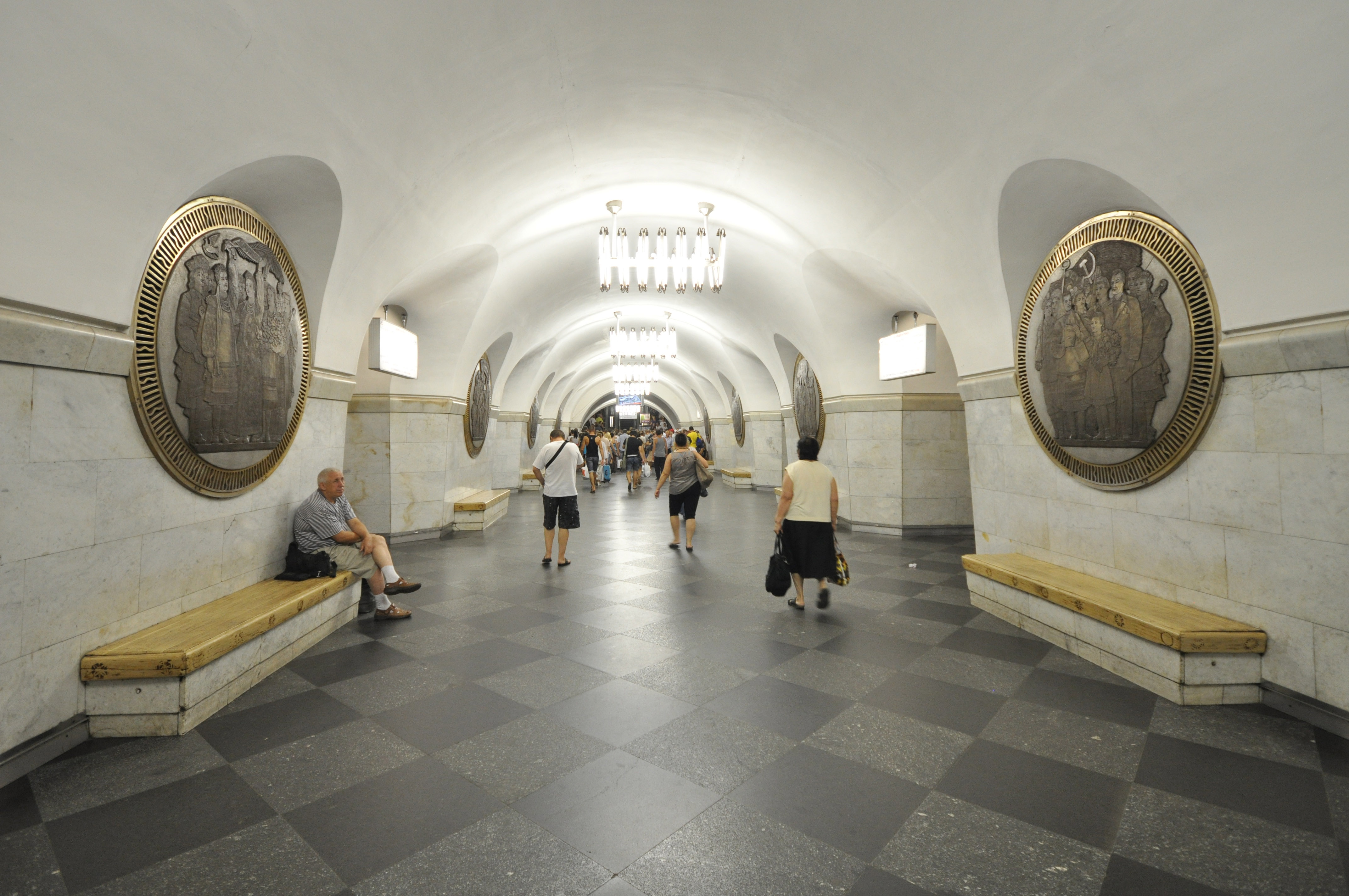
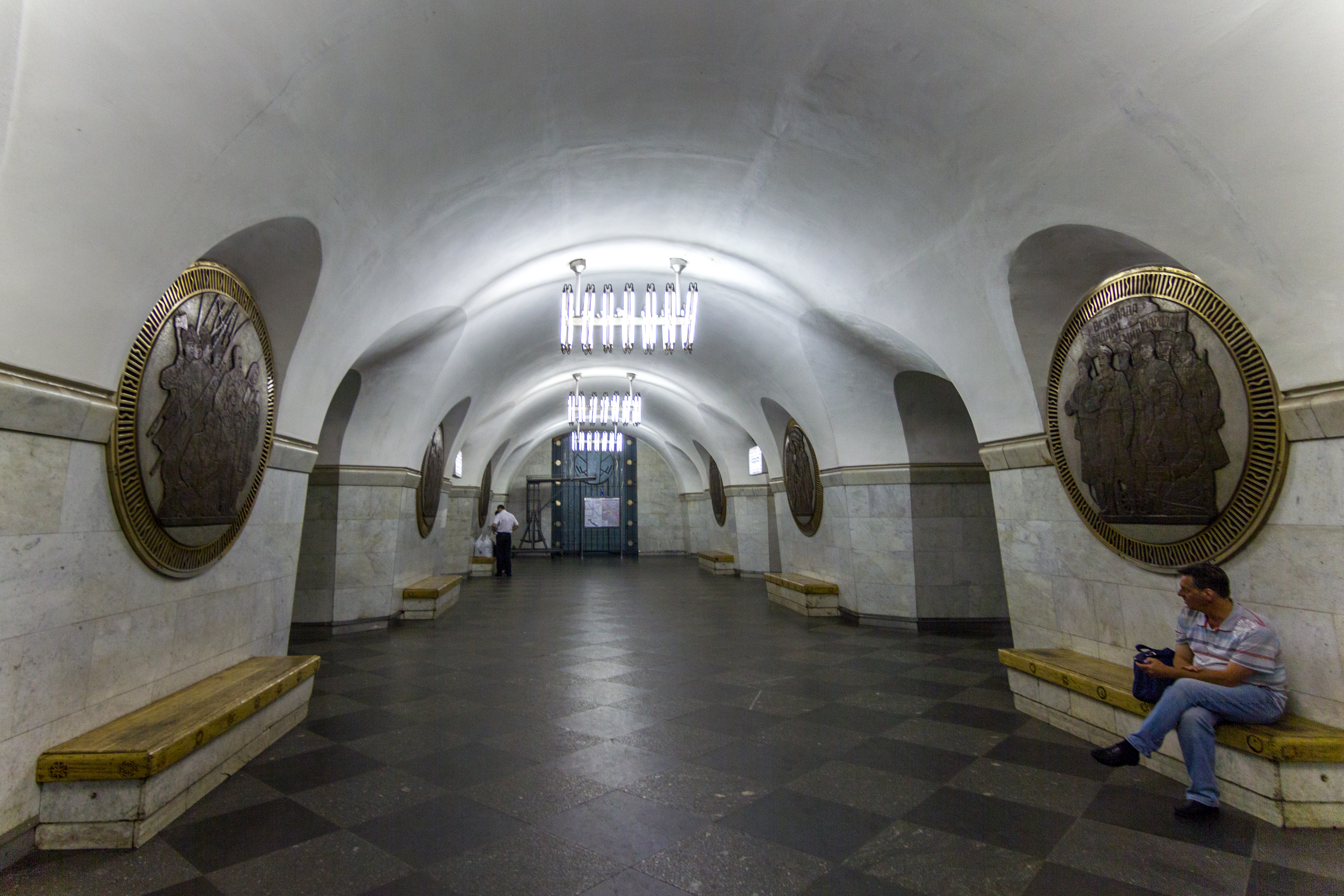
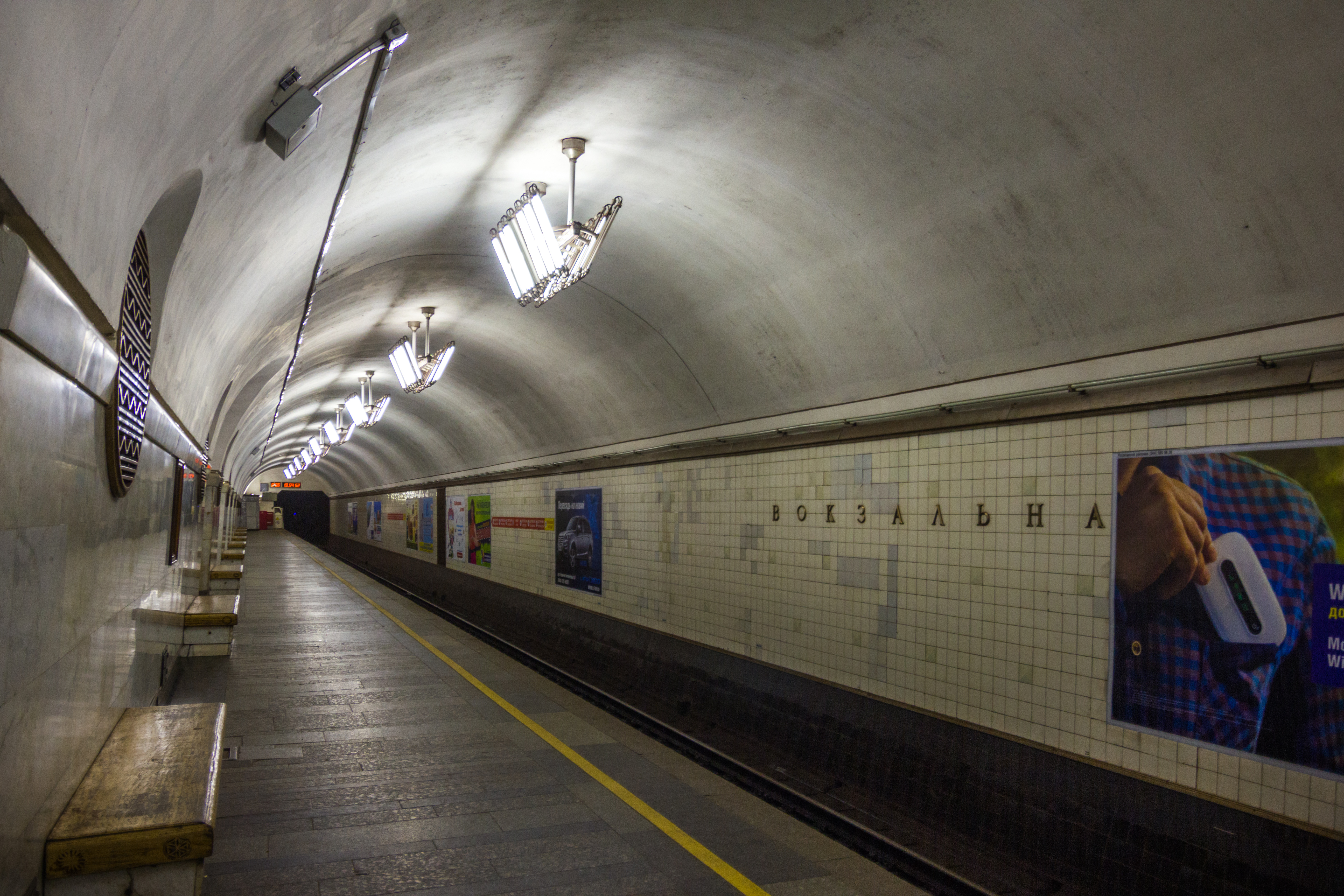

## À proximité
- Institut polytechnique de Kiev.